# Slivata
Slivata (bulgariska: Сливата) är ett distrikt i Bulgarien.   Det ligger i kommunen Obsjtina Lom och regionen Montana, i den nordvästra delen av landet, 120 km norr om huvudstaden Sofia. Antalet invånare är 239.
Omgivningarna runt Slivata är en mosaik av jordbruksmark och naturlig växtlighet. Runt Slivata är det ganska glesbefolkat, med 29 invånare per kvadratkilometer.